# 林金岩
林金岩（约1927年—2008年9月4日），臺灣彰化縣埔鹽鄉新水村人，醫師，長期在家鄉奉獻，為第十三屆醫療奉獻獎得主。

## 生平
林金岩出身於埔鹽鄉農家，二戰期間進了日本人為徵調台籍青年當兵所設的青年學校，戰後考進國防醫學院短期訓練班，於1952年底台灣省醫事人員甄試合格，取得醫師證書，分發到澎湖部隊擔任醫官。半年後，受聘到員林執業，這時家鄉卻一再邀他返鄉執業，當時埔鹽鄉還是低漥一片，遇雨則淹，鄉民收入不佳。經一番掙扎，他回鄉開設了遠東醫院。
林金岩講當初決定回到窮鄉僻壤的埔鹽，早就有放棄賺大錢的心理準備，因此從不計較病人醫藥費，那時生活窮困，病人上門看病往往賒帳，常等到稻穀收成才能收回部分醫藥費，也有人以農作物來抵押，當然也有少數人賴帳不還。像是1967年報導他免費替住在埔鹽鄉太平村大新路的八旬老婦人林謝金里治療十多天，救了她性命。
林金岩看診範圍從幫幼兒驅蛔蟲、治感冒、成人胃腸炎到老人關節疼痛、為難產婦人接生，幾乎無所不包。有時半夜還得騎腳踏車往診。在鄉下執業，常遇見破傷風、農藥中毒個案。於是他尋求和中醫師合作，採中西醫合併療法，遂挽救了不少人。長女林青蓉回憶父親往診的範圍從鹿港、芳苑、北到溪州。
林金岩長子回憶父親經常半夜起來外出看診，常一整晚沒睡，總騎著腳踏車隨叫隨到，一次颱風天，還涉水過溪去看診，差點被水沖走。林金岩遇到泥濘路，常得扛起腳踏車走上好長的路，等到路平了，再騎上路，總說：「救人的事一刻都不能延誤。」
2003年4月21日，厚生基金會公布第十三屆醫療奉獻獎得主，個人醫療奉獻獎有張健昌、郭維租、陶阿倫、馬福龍、方懷仁、劉建仁、林金岩等八位。
2008年9月4日，林金岩辭世，享壽81歲。當次子林宗懋在新水村自宅撕紅色春聯時，一位鄉親得知後默默幫忙，並低聲道：「我還欠你爸醫藥費，他叫我不必還」，隨即離開。